# Абатурово (Нижньогородська область)
Абатурово (рос. Абатурово) — присілок в Кстовському районі Нижньогородської області Російської Федерації.
Населення становить 66 осіб. Входить до складу муніципального утворення Работкинська сільрада.

## Історія
Від 2009 року входить до складу муніципального утворення Работкинська сільрада.

## Населення
| 2002 | 2010 |
| ---- | ---- |
| 53   | ↗66  |